# Sztraba

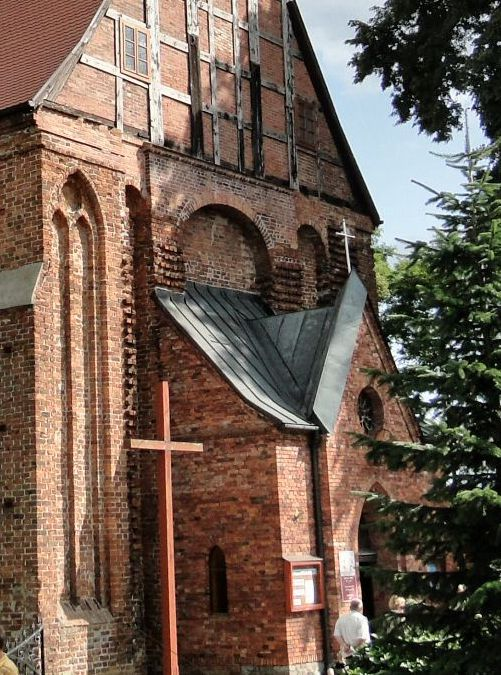
Sztraby widoczne na frontowej elewacji kościoła św. św. Apostołów Piotra i Pawła w Policach-Jasienicy

Sztraba (sztrab) – pionowy rząd cegieł wystający z lica muru (najczęściej, z co drugiej warstwy cegieł). Może służyć celom zdobniczym lub jako zaczątek nowej, prostopadłej ściany (planowanej do wzniesienia w przyszłości).